# C/1729 P1 (Sarrabat)
La comète de 1729, aussi connue comme C/1729 P1 ou comète Sarrabat, est une comète non périodique avec une magnitude absolue de −3, la plus importante jamais observée pour une comète. Elle est toutefois estimée avoir été la plus grosse comète jamais observée. Seule 95P/Chiron est plus grande.

## Découverte
La comète a été découverte dans la constellation du Petit Cheval par Frère Nicolas Sarrabat, un professeur de mathématiques, à Nîmes au matin du 1er août 1729.
Observant à l'œil nu, il vit un objet ressemblant à une étoile faible, nébuleuse : il a la première fois hésité entre une comète ou une zone de la Voie lactée. La lumière de la lune gêna les observations de Sarrabat jusqu'au 9 août, mais après avoir retrouvé l'objet et essayé de détecter son mouvement sans l'aide d'instruments de mesure, il  fut convaincu qu'il avait trouvé une nouvelle comète.
La nouvelle de la découverte a été transmise à Jacques Cassini à Paris. Ce dernier a pu confirmer la position de la comète, bien qu'elle se soit légèrement déplacée depuis la première observation. Cassini a été capable de poursuivre l'observation jusqu'au 18 janvier 1730; à ce moment, la comète se trouvait dans la constellation du Petit Renard. C'était une durée d'observation extraordinairement longue pour une comète.

## Orbite
L'orbite de la comète, calculée plus tard en détail par John Russell Hind, était inusuelle. Sa distance périhélique de 4.05054 AU était très grande, juste inférieure au rayon de l'orbite de Jupiter. Cependant en dépit de cela, la comète restait visible à l'œil nu, bien que faiblement, et en effet elle est restée visible six mois au total. Cela suggère que sa magnitude absolue était anormalement élevée, peut-être  -3.0. Il est toutefois probable que la comète de 1729 était un objet exceptionnellement grand, avec un noyau de l'ordre de 100 km de diamètre.